# Stefan Landberg
Pour les articles homonymes, voir Landberg.
Stefan Landberg, né le 5 mai 1970 à Hultsfred (Suède), est un footballeur suédois, qui évoluait au poste de milieu de terrain à l'Östers IF et en équipe de Suède.
Landberg a inscrit un but lors de ses dix-sept sélections avec l'équipe de Suède entre 1994 et 1997.

## Palmarès

### En équipe nationale
- 7 sélections et 0 but avec l'équipe de Suède entre 1994 et 1997.

### Avec Östers IF
- Finaliste de la Coupe de Suède de football en 1991.

### Avec l'IFK Göteborg
- Vainqueur du Championnat de Suède de football en 1995 et 1996.